# Classe Nanuchka
 (novembre 2024).
Si vous disposez d'ouvrages ou d'articles de référence ou si vous connaissez des sites web de qualité traitant du thème abordé ici, merci de compléter l'article en donnant les références utiles à sa vérifiabilité et en les liant à la section « Notes et références ».
La classe Nanuchka est une classe de corvettes de fabrication soviétique entrée en service entre 1970 et 1991 et exportée en Algérie, Libye et Inde.

## Bâtiments

### Marine soviétique
Nanuchka I (Projet 1234) - 17 bâtiments - retirés du service dans les années 1990, excepté un navire coulé par erreur par un missile lors d'un exercice en 1987
| Nom (Traduction)                | Chantier                                        | Numéro de Coque | Mise en cale      | Lancement        | Mise en service   | Flotte                                        | Statue |
| ------------------------------- | ----------------------------------------------- | --------------- | ----------------- | ---------------- | ----------------- | --------------------------------------------- | --- |
| Chtorm (Tempête avec du vent)   | Chantier naval de Primoski, Saint-Pestbergbourg | N°51            | 13 Janvier 1967   | 18 Octobre 1968  | 30 Septembre 1970 | Flotte de la Mer Noire                        | Désarmé le 11 Février 1991 |
| Briz (Brise)                    | Chantier naval de Primoski, Saint-Pestbergbourg | N°52            | 05 Novembre 1967  | 10 octobre 1969  | 31 Décembre 1970  | Flotte de la Mer Noire, Flotte du Pacifique   | Désarmé le 29 Octobre 1992 |
| Vikhr (Tourbilion)              | Chantier naval de Primoski, Saint-Pestbergbourg | N°53            | 21 Août 1967      | 22 Juillet 1970  | 01 Octobre 1971   | Flotte de la Mer Noire, Flotte du Pacifique   | Mis hors service le 05 Juillet 1994 |
| Volna (Vague)                   | Chantier naval de Primoski, Saint-Pestbergbourg | N°54            | 27 Septembre 1968 | 20 Juillet 1971  | 14 Février 1972   | Flotte de la Baltique                         | Mis hors service le 30 Juin 1993 |
| Grad (Grêle)                    | Chantier naval de Primoski, Saint-Pestbergbourg | N°55            | 29 Novembre 1968  | 30 Avril 1972    | 31 Octobre 1972   | Flotte de la Baltique, Flotte du Nord         | Mis hors service le 30 Juin 1993 |
| Groza (Tempête avec de l'orage) | Chantier naval de Primoski, Saint-Pestbergbourg | N°56            | 09 Janvier 1969   | 26 Juillet 1972  | 26 Décembre 1972  | Flotte de la Baltique, Flotte de la Mer Noire | Désarmé le 19 Mars 1991 |
| Grom (Tonnerre)                 | Chantier naval de Primoski, Saint-Pestbergbourg | N°57            | 01 Octobre 1969   | 29 Octobre 1972  | 28 Décembre 1972  | Flotte de la Baltique, Flotte de la Mer Noire | Désarmé le 24 Mai 1995 |
| Zarnitsa (Eclaire)              | Chantier naval de Primoski, Saint-Pestbergbourg | N°58            | 27 Juillet 1970   | 28 Avril 1973    | 26 Octobre 1973   | Flotte de la Mer Noire                        | Désarmé le 26 Juin 2005 |
| Molniya (Foudre)                | Chantier naval de Primoski, Saint-Pestbergbourg | N°59            | 30 Septembre 1971 | 27 Août 1973     | 04 Février 1974   | Flotte de la Baltique                         | Désarmé le 03 Mai 2001 |
| Chkval (Bourrasque)             | Chantier naval de Primoski, Saint-Pestbergbourg | N°60            | 17 Mai 1972       | 28 Décembre 1973 | 16 Août 1974      | Flotte de la Baltique                         | Mis hors service le 05 Août 1994 |
| Zaria (Aube)                    | Chantier naval de Primoski, Saint-Pestbergbourg | N°61            | 18 Octobre 1972   | 18 Avril 1974    | 18 Octobre 1974   | Flotte du Nord                                | Mis hors service le 05 Juillet 1994 |
| Metel (Blizzard)                | Chantier naval de Primoski, Saint-Pestbergbourg | N°62            | 19 Février 1973   | 10 Août 1974     | 08 Décembre 1974  | Flotte du Nord                                | Désarmé le 16 Mars 1998 |
| Bouria (Tempête sur l'eau)      | Chantier naval de Primoski, Saint-Pestbergbourg | N°63            | 20 Octobre 1973   | 03 Mars 1975     | 21 Août 1975      | Flotte de la Baltique                         | Désarmé le 16 Mars 1998 |
| Radouga (Arc-en-Ciel)           | Chantier naval de Primoski, Saint-Pestbergbourg | N°64            | 16 Janvier 1974   | 20 Juin 1975     | 01 Décembre 1975  | Flotte de la Baltique                         | Mis hors service le 05 Juillet 1994 |
| Tsiklon (Cyclone)               | Chantier naval de Vladisvostock                 | N°1001          | 22 Septembre 1973 | 24 Mai 1974      | 31 décembre 1977  | Flotte du Pacifique                           | désarmé le 17 Janvier 1995 |
| Taïfoun (Typhon)                | Chantier naval de Vladisvostock                 | N°1002          | 10 Mai 1974       | 14 Août 1979     | 30 Décembre 1979  | Flotte du Pacifique                           | Désarmé le 04 Août 1995 |
| Mousson (Mousson) Муссон        | Chantier naval de Vladisvostock                 | N°1003          | 10 Juillet 1975   | 10 Juillet 1981  | 9 Février 1982    | Flotte du Pacifique                           | Coulé par accident lors d'un exercice le 16 Avril 1987, le navire avait tiré deux missile Osa sur un missile d'entrainement R-15M, le second l'a touché mais pas détruit, le missile d'entrainement est devenue incontrôlable et à percuté le navire tuant 39 hommes et le coulant,. |

Nanuchka III (Projet 1234.1) - 19 bâtiments - 1 annulé - se distingue du modèle précédent par des améliorations au niveau des radars et le remplacement du AK-257 (1x2 de calibre 57mm) par un AK-176 (1x1 
calibre 76mm)
| Nom (Traduction dans la mesure du possible) | Chantier                                        | Numéro de coque | Mise en cale      | Lancement         | Mise en Service  | Flotte                | Statue |
| ------------------------------------------- | ----------------------------------------------- | --------------- | ----------------- | ----------------- | ---------------- | --------------------- | --- |
| Bouroun (??)                                | Chantier naval de Primoski, Saint-Pestbergbourg | N°68            | Novembre 1975     | Juillet 1977      | 17 Février 1978  | Flotte de la Baltique | Désarmé le 10 Avril 2002 |
| Veter (Vent)                                | Chantier naval de Primoski, Saint-Pestbergbourg | N°69            | 27 Février 1976   | 21 Avril 1978     | 23 Novembre 1978 | Flotte du Nord        | Désarmé le 04 Août 1995 |
| Chtil (Météo calme légèrement venteuse)     | Chantier naval de Primoski, Saint-Pestbergbourg | N°70            | 28 Juin1976       | 23 octobre 1978   | 16 Février 1979  | Flotte de la Baltique | Désarmé le 16 Janvier 2020 |
| Aïsberg (Iceberg)                           | Chantier naval de Primoski, Saint-Pestbergbourg | N°71            | 11 Novembre 1976  | 20 Mars 1979      | 01 Décembre 1979 | Flotte du Nord        | Désarmé le 23 Février 2022 |
| Toutcha (Nuage pluvieux)                    | Chantier naval de Primoski, Saint-Pestbergbourg | N°72            | 04 Mai 1977       | 29 Avril 1980     | 24 Octobre 1980  | Flotte du Nord        | Désarmé le 22 Juin 2005 |
| Ouragan (Ouragan)                           | Chantier naval de Primoski, Saint-Pestbergbourg | N°73            | 01 Août 1980      | 27 Mars 1983      | 15 Décembre 1983 | Flotte du Nord        | Désarmé le 10 Avril 2002 |
| Priboï (??)                                 | Chantier naval de Primoski, Saint-Pestbergbourg | N°74            | 25 Novembre 1980  | 20 Avril 1984     | 15 Janvier 1985  | Flotte du Nord        | Désarmé le 03 Mai 2001 |
| Priliv (Marré haute)                        | Chantier naval de Primoski, Saint-Pestbergbourg | N°75            | 29 Avril 1982     | 26 Avril 1985     | 07 Janvier 1986  | Flotte de la Baltique | Désarmé le 10 Avril 2002 |
| Miraj (Mirage)                              | Chantier naval de Primoski, Saint-Pestbergbourg | N°77            | 30 Août 1983      | 19 Avril 1986     | 24 Février 1987  | Flotte de la Baltique | Désarmé le 23 Octobre 2020 |
| Meteor (Météore)                            | Chantier naval de Primoski, Saint-Pestbergbourg | N°78            | 13 Novembre 1984  | 16 Septembre 1987 | 19 Février 1988  | Flotte de la Baltique | Désarmé le 22 Juin 2005 |
| Rassvet (Aube)                              | Chantier naval de Primoski, Saint-Pestbergbourg | N°79            | 29 Septembre 1986 | 22 Août 1988      | 01 Mars 1989     | Flotte du Nord        | En service |
| Zyb (??)                                    | Chantier naval de Primoski, Saint-Pestbergbourg | N°80            | 26 Août 1986      | 28 Février 1989   | 31 Octobre 1989  | Flotte de la Baltique | Mis hors service en 2020 |
| Gueïzer (Geyser)                            | Chantier naval de Primoski, Saint-Pestbergbourg | N°81            | 21 Décembre 1987  | 28 Août 1989      | 28 Février 1990  | Flotte de la Baltique | En service |
| Passat (??)                                 | Chantier naval de Primoski, Saint-Pestbergbourg | N°82            | 27 Mai 1988       | 13 Juin 1990      | 14 Mars 1991     | Flotte de la Baltique | En service |
| Perekat (??)                                | Chantier naval de Primoski, Saint-Pestbergbourg | N°83            | 28 Septembre 1988 | 08 Mai 1991       | 11 Février 1992  | Flotte de la Baltique | En service |
| Grad (Grêle)                                | Chantier naval de Primoski, Saint-Pestbergbourg | N°84            | Septembre 1989    |                   |                  |                       | Construction stoppée en Novembre 1991 faute de financement, commande annulée en Septembre 1992 et la coque en construction est féraillée |
| Smertch                                     | Chantier naval de Vladisvostock                 | N°1004          | 16 Novembre 1981  | 16 Novembre 1984  | 04 Mars 1985     | Flotte du Pacifique   | En service. Modernisé en 2019 |
| Ineï, Ex-Liven (Grosse pluie)               | Chantier naval de Vladisvostock                 | N°1005          | 06 Juillet 1983   | 05 Octobre 1986   | 19 Février 1988  | Flotte du Pacifique   | Mis hors service en 2022 |
| Moroz (Froid glacial)                       | Chantier naval de Vladisvostock                 | N°1006          | 17 Février 1985   | 23 Septembre 1989 | 28 Février 1990  | Flotte du Pacifique   | Mis hors service en 2021 |
| Razliv (Eau qui se disperse)                | Chantier naval de Vladisvostock                 | N°1007          | 01 Novembre 1986  | 24 Août 1991      | 11 Février 1992  | Flotte du Pacifique   | Mis hors service en 2021 |

Nanuchka IV (projet 1234.2) - 1 bateau- Bâtiment d'essai pour le missile P-800 Oniks
| Nom   | Chantier                                        | Numéro de coque | Mise en cale     | Lancement     | Mise en Service  | Flotte         | Statue               |
| ----- | ----------------------------------------------- | --------------- | ---------------- | ------------- | ---------------- | -------------- | -------------------- |
| Nakat | Chantier naval de Primoski, Saint-Pestbergbourg | N°76            | 04 Novembre 1982 | 16 Avril 1987 | 30 Décembre 1987 | Flotte du Nord | Désarmé 02 Juin 2012 |

### Exportation
Nanuchka II (projet 1234E) - 10 navires - a été modifié avec un motorisation différente, armé avec une version d'export du P-15 Termit, des radars différents et une climatisation supplémentaire a été ajoutée car nécessaire pour opérer dans des zones plus chaudes
| Nom                     | Chantier                                        | Numéro de coque | Mise en cale    | Lancement       | Mise en Service | Flotte            | Statue                                                                                 |
| ----------------------- | ----------------------------------------------- | --------------- | --------------- | --------------- | --------------- | ----------------- | -------------------------------------------------------------------------------------- |
| K71 Vijay Durg          | Chantier naval de Primoski, Saint-Pestbergbourg | N°65            | 31 Mai 1974     | 16 Avril 1976   | 31 Aout 1977    | Marine Indienne   | Mis au rebut le 03 Septembre 2002                                                      |
| K72 Sindhu Durg         | Chantier naval de Primoski, Saint-Pestbergbourg | N°66            | 22 Janvier 1975 | 02 Octobre 1976 | 06 Octobre 1977 | Marine Indienne   | Mis au rebut le 24 Septembre 2004                                                      |
| K73 Hos Durg            | Chantier naval de Primoski, Saint-Pestbergbourg | N°67            | 23 Juin 1975    | 14 Avril 1977   | 06 Octobre 1977 | Marine Indienne   | Ferraillé le 05 Juin 1999                                                              |
| Rais Hamidou "MRK-21"   | Chantier naval de Vympel, Oblast de Iaroslavl   | N°201           | 10 Mars 1978    | 28 Août 1979    | 22 Février 1980 | Marine Algérienne | En service                                                                             |
| Salah Rais " MRK-23 "   | Chantier naval de Vympel, Oblast de Iaroslavl   | N°202           | 17 Août 1978    | 31 Juillet 1980 | 31 Octobre 1980 | Marine Algérienne | En service                                                                             |
| Rais Ali "MRK-22"       | Chantier naval de Vympel, Oblast de Iaroslavl   | N°204           | 04 Avril 1980   | 13 Aout 1981    | 08 Fevrier 1982 | Marine Algérienne | En service                                                                             |
| Tariq Ibn Ziyad "MRK-9" | Chantier naval de Vympel, Oblast de Iaroslavl   | N°203           | 21 Avril 1979   | 10 Janvier 1981 | 01 Mai 1982     | Marine Libyenne   | Brulé le 11 Mars 2014                                                                  |
| Ain Al Gazala"MRK-24"   | Chantier naval de Vympel, Oblast de Iaroslavl   | N°205           | 20 Février 1981 | 26 Mars 1982    | 19 Janvier 1983 | Marine Libyenne   | Endommagé pendant l'Opération Prairie Fire, puis désarmé par la suite                  |
| Ain Zara "MRK-25"       | Chantier naval de Vympel, Oblast de Iaroslavl   | N°206           | 27 Mai 1981     | 21 Juin. 1982   | 15 Mars 1984    | Marine Libyenne   | Coulé par l'aviation dès le premier jours de l'Intervention militaire de 2011 en Libye |
| Ain Zaquit "MRK-15"     | Chantier naval de Vympel, Oblast de Iaroslavl   | N°207           | 25 Mars 1983    | 31 Mars 1984    | 08 Janvier 1985 | Marine Libyenne   | Coulé par un missile Harpon durant l'Opération Prairie Fire                            |

- Forces navales algériennes - 3 bâtiments livrés à la marine militaire algérienne entre 1980 et 1982. Hormis le Salah Rais qui est très bien armé contre les navires, les deux autres se rapprochent plus d'un patrouilleur que d'une corvette. Ils sont tous les trois en service en 2024[7]
- Marine indienne- 3 bâtiments, désarmés entre 1999 et 2004 - connue comme classe Durg
- Marine libyenne- 4 bâtiments livrés entre 1981 et 1983, le Ain Zaquit fut coulé par des avions américains le 24 mars 1986 et fut remplacé par un nouveau navire venu d'URSS. Trois furent détruits durant la première guerre civile et le dernier a été détruit en 2014 durant la seconde guerre civile libyenne[8].